# Француска увертира
Француска увертира је инструментална предигра француским балетима и операма у доба барока. Француска увертира је уско повезана с именом Ж. Б. Лилија, који ју је дефинитивно разрадио, ослањајући се делимично на узоре француског балета и венецијанске оперске предигре. Првим потпуним примером француске увертире сматра се увертира коју је Ж. Б. Лили 1660. написао за извођење опере Ксеркс италијанског композитора Ф. Кавалија.